# 查理曼塔
查理曼塔（Tour Charlemagne）位于图尔的老城区（Vieux-Tours），兴建于13世纪，高56米，罗曼式风格，为圣玛尔定学院的遗迹。
该塔得名于查理曼的第四个妻子，800年6月4日随皇帝访问时去世，安葬于这座建筑内。

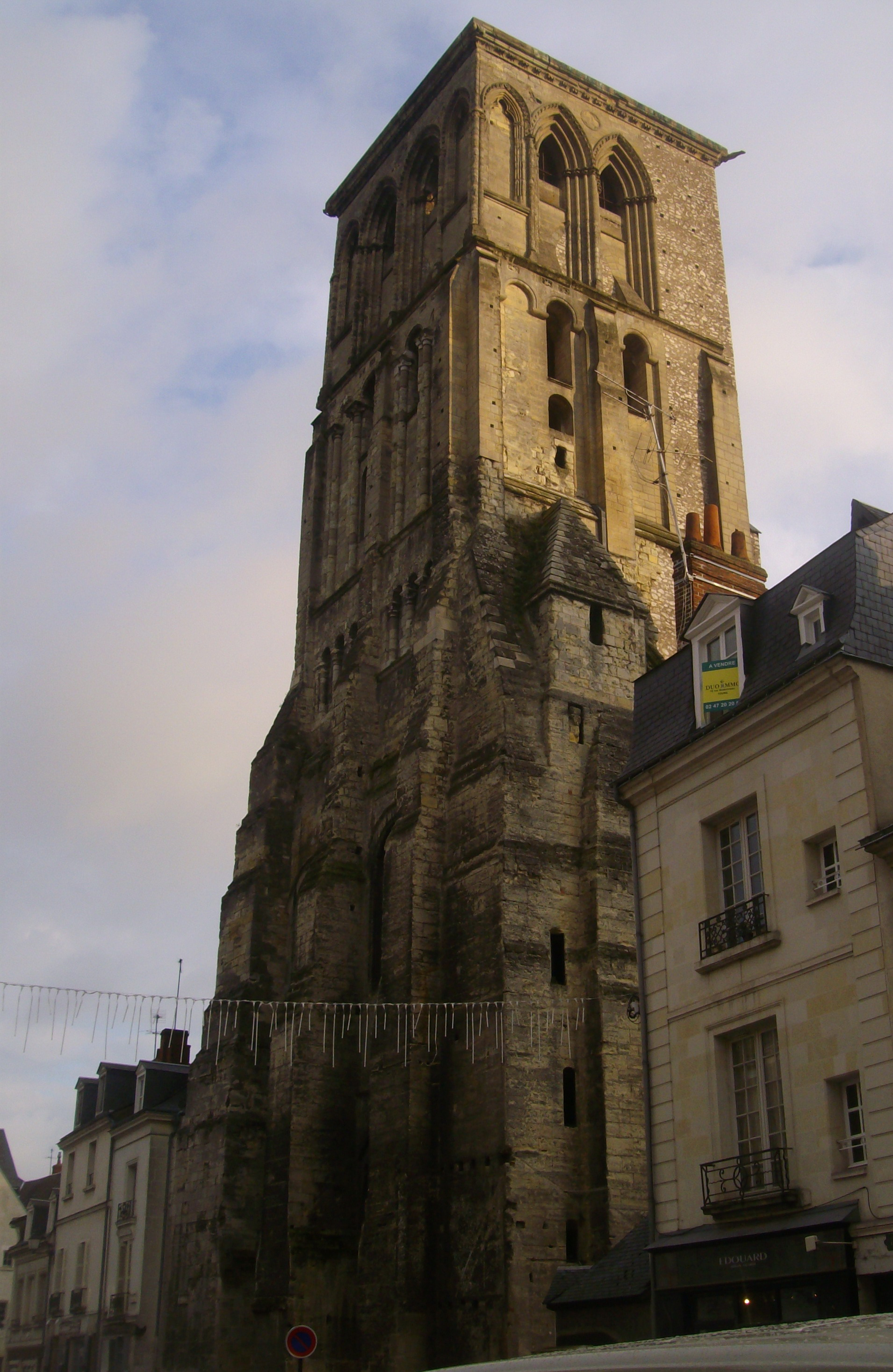

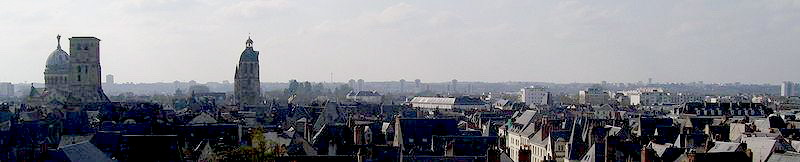
圣玛尔定圣殿圆顶、查理曼塔和钟楼